# Gulli Peterson
Augusta (Gulli) Eleonora Sofia Peterson, född 9 november 1853 i Kungälv, död 7 maj 1939 i Göteborg, var en svensk lärare och textilkonstnär.
Peterson etablerade textilateljén Göteborgs permanentverkstad som hon drev tillsammans med en syster. För Hagakyrkan i Göteborg utförde hon ett antependium och ett silkesbroderi till en täckskiva föreställande Kristus på korset. 